# Xã Wellington, Michigan
Xã Wellington (tiếng Anh: Wellington Township) là một xã thuộc quận Alpena, tiểu bang Michigan, Hoa Kỳ. Năm 2010, dân số của xã này là 307 người.